# Connarus cochinchinensis
Connarus cochinchinensis là một loài thực vật có hoa trong họ Connaraceae. Loài này được (Baill.) Pierre mô tả khoa học đầu tiên năm 1898.